# Adreno
Adreno - це серія напівпровідникових ядер з інтелектуальною власністю графічних процесорів (GPU), розроблених Qualcomm і використовуваних у багатьох їхніх SoC.

## Історія
Adreno (анаграма бренду відеокарт AMD Radeon) появився як власний бренд графічних технологій Qualcomm та використовувалася в їх мобільних чипсетах. Ранні моделі Adreno включали Adreno 100 і 110, які мали прискорення 2D-графіки та обмежені мультимедійні можливості. На той час 3D-графіка на мобільних платформах зазвичай оброблялася за допомогою програмних двигунів рендерингу, що обмежувало їх продуктивність. У зв'язку зі зростаючим попитом на більш просунуті можливості мультимедіа та 3D-графіки Qualcomm придбала ліцензію на IP Imageon у AMD, щоб додати можливості апаратного прискорення 3D у свої мобільні продукти. Подальша співпраця з AMD привела до розробки Adreno 200, спочатку названого AMD Z430, заснованого на архітектурі R400, що використовується в графічному процесорі Xenos гральної консолі Xbox 360 і випущеному в 2008 році, який був інтегрований. в перший SoC Snapdragon. У січні 2009 року AMD продала Qualcomm весь свій підрозділ графічної обробки портативних пристроїв Imageon за 65 мільйонів доларів.

## Технічні деталі

### Варіанти
Компанія пропонує графічні процесори Adreno різних типів як компонент своїх Snapdragon SoC:
| Назва                       | Мікроархітектура                                       | Мікроархітектура | Мікроархітектура           | Мікроархітектура | Архітектура і техпроцес | Частота [МГц] | Технологія пам'яті | Швидкість заповнення        | Швидкість заповнення | Швидкість заповнення   | GFLOPS         | GFLOPS            | GFLOPS            | API (версія) | API (версія)                                             | API (версія)                                                                                     | API (версія)         | API (версія)                                         | API (версія)            | Використовується у Qualcomm... | Посилання                  |
| Назва                       | Тип                                                    | ALU (SIMD, FP32) | Вбудована графічна пам'ять | TMU              | Архітектура і техпроцес | Частота [МГц] | Пропускна здатність пам'яті | Triangle [MT/s]             | Pixel [ГП/с]         | Texture [ГТ/с]         | (FP64)         | (FP32)            | (FP16)            | Vulkan       | OpenGL ES                                                | OpenVG                                                                                           | OpenCL               | OpenGL                                               | Direct3D                | Використовується у Qualcomm... | Посилання                  |
| До Adreno                   | До Adreno                                              | До Adreno        | До Adreno                  | До Adreno        | До Adreno               | До Adreno     | До Adreno | До Adreno                   | До Adreno            | До Adreno              | До Adreno      | До Adreno         | До Adreno         | До Adreno    | До Adreno                                                | До Adreno                                                                                        | До Adreno            | До Adreno                                            | До Adreno               | До Adreno | До Adreno                  |
| --------------------------- | ------------------------------------------------------ | ---------------- | -------------------------- | ---------------- | ----------------------- | ------------- | --- | --------------------------- | -------------------- | ---------------------- | -------------- | ----------------- | ----------------- | ------------ | -------------------------------------------------------- | ------------------------------------------------------------------------------------------------ | -------------------- | ---------------------------------------------------- | ----------------------- | --- | -------------------------- |
| Defender2                   |                                                        |                  |                            |                  |                         |               | | 0.25                        | 0.007                |                        |                |                   |                   |              | 1.0                                                      |                                                                                                  |                      |                                                      |                         | | [ 7 ]                      |
| Defender3                   |                                                        |                  |                            |                  |                         |               | | 0.25                        | 0.022                |                        |                |                   |                   |              | 1.0                                                      |                                                                                                  |                      |                                                      |                         | | [ 7 ]                      |
| Stargate                    |                                                        |                  |                            |                  |                         |               | | 0.6                         | 0.09                 |                        |                |                   |                   |              | 1.1                                                      |                                                                                                  |                      |                                                      |                         | | [ 7 ]                      |
| Серія Adreno 1xx            |                                                        |                  |                            |                  |                         |               | |                             |                      |                        |                |                   |                   |              |                                                          |                                                                                                  |                      |                                                      |                         | |                            |
| Adreno 100                  |                                                        |                  |                            |                  |                         |               | |                             |                      |                        |                |                   |                   |              | 1.0                                                      |                                                                                                  |                      |                                                      |                         | | [ 8 ]                      |
| Adreno 110                  |                                                        |                  |                            |                  |                         |               | |                             |                      |                        |                |                   |                   |              | 1.1                                                      |                                                                                                  |                      |                                                      |                         | | [ 8 ] [ 9 ]                |
| Adreno 120                  | Фіксовані функціональні конвеєри                       |                  |                            |                  |                         |               | |                             |                      |                        |                |                   |                   |              | 1.1                                                      | 1.1                                                                                              |                      |                                                      |                         | | [ 10 ] [ 8 ]               |
| Adreno 130                  | Фіксовані функціональні конвеєри                       | ?                | ?                          |                  | 90 або 65               |               | ? | 1.6 4                       | ? 0.133              |                        | ? 0.3          | ? 1.2             | ? 2.4             |              | 1.1                                                      | 1.1                                                                                              | Н/Д                  | Н/Д                                                  | Direct3D Mobile         | MSM7x00, MSM7x00A, MSM7x01, MSM7x01A                                                                                               | [ 12 ] [ 13 ] [ 14 ] [ 8 ] |
| Серія Adreno 2xx - yamato   |                                                        |                  |                            |                  |                         |               | |                             |                      |                        |                |                   |                   |              |                                                          |                                                                                                  |                      |                                                      |                         | |                            |
| Adreno 200 (AMD Z430)       | Уніфікована шейдерна модель 5-сторонній VLIW           | 8 [2]            | 256 КБ                     |                  | 65                      | 133           | LPDDR-333 Одноканальний 32-бітний @ 166.5 МГц (1.3 ГБ/с)                                                                             | 22.85                       | 0.133                |                        | 0.53           | 2.12              | 4.25              | Н/Д          | 2.0                                                      | 1.1                                                                                              | Н/Д                  | 1.4 (freedreno driver)                               | 11 (feature level 9_3)  | Snapdragon S1 (MSM7227, MSM7627 QSD8250, QSD8650), Freescale i.MX51, i.MX53                                                        |                            |
| Adreno 200 'enhanced'       | Уніфікована шейдерна модель 5-сторонній VLIW           | 8 [2]            | 256 КБ                     |                  | 45                      | 200 245       | LPDDR-400 Одноканальний 32-бітний @ 200 МГц (1.6 GB/s)                                                                               | 42                          | 0.200 0.245          |                        | 0.80 0.98      | 3.20 3.92         | 6.40 12.8         | Н/Д          |                                                          | 1.1                                                                                              | Н/Д                  | 1.4 (freedreno driver)                               | 11 (feature level 9_3)  | Snapdragon S1 (MSM7227A, MSM7627A, MSM7225A, MSM7625A)                                                                             |                            |
| Adreno 203                  | Уніфікована шейдерна модель 5-сторонній VLIW           | 16 [4]           | 256 КБ                     |                  | 45                      | 245 294       | LPDDR2-600 Одноканальний 32-бітний @ 300 МГц (2.4 GB/s)                                                                              | 40.8 49.0                   | 0.245 0.294          |                        | 1.96 2.35      | 7.84 9.40         | 15.6 18.8         | Н/Д          |                                                          | 1.1                                                                                              | Н/Д                  | 1.4 (freedreno driver)                               | 11 (feature level 9_3)  | Snapdragon S4 Play (MSM8225, MSM8625), Snapdragon 200 (MSM8225Q, MSM8625Q)                                                         |                            |
| Adreno 205                  | Уніфікована шейдерна модель 5-сторонній VLIW           | 16 [4]           | 256 КБ                     |                  | 45                      | 245 266       | LPDDR2-666 Дво-канальний 32-бітний (64-бітний) @ 333 МГц (5.3 GB/s)                                                                  | 40.8 44.3                   | 0.245 0.266          |                        | 1.96 2.12      | 7.84 8.51         | 15.6 17.0         | Н/Д          |                                                          | 1.1                                                                                              | Н/Д                  | 1.4 (freedreno driver)                               | 11 (feature level 9_3)  | Snapdragon S2 (MSM7x30, MSM8x55, APQ8055)                                                                                          |                            |
| Серія Adreno 2xx - leia     |                                                        |                  |                            |                  |                         |               | |                             |                      |                        |                |                   |                   |              |                                                          |                                                                                                  |                      |                                                      |                         | |                            |
| Adreno 220                  | Уніфікована шейдерна модель 5-сторонній VLIW           | 32 [8]           | 512 KB                     |                  | 45                      | 266           | LPDDR2-666 Одноканальний 32-бітний @ 333 МГц (2.6 GB/s)                                                                              | 88.7                        | 0.532                |                        | 4.25           | 17.0              | 34.0              | Н/Д          | 2.0                                                      | 1.1                                                                                              | Н/Д                  | 1.4 (freedreno driver)                               | 11 (feature level 9_3)  | Snapdragon S3 (APQ8060, MSM8x60)                                                                                                   |                            |
| Adreno 225                  | Уніфікована шейдерна модель 5-сторонній VLIW           | 32 [8]           | 512 KB                     |                  | 28                      | 200 300 400   | LPDDR2-1000 Дво-канальний 32-бітний (64-бітний) @ 500 МГц (8.0 GB/s)                                                                 | 133.3                       | 0.8                  |                        | 3.20 4.80 6.40 | 12.8 19.2 25.6    | 25.6 38.4 51.2    | Н/Д          | 2.0                                                      | 1.1                                                                                              | Н/Д                  | 1.4 (freedreno driver)                               | 11 (feature level 9_3)  | Snapdragon S4 Plus (APQ8060A, MSM8x60A, MSM8960)                                                                                   | [ 17 ]                     |
| Серія Adreno 3xx - oxili    |                                                        |                  |                            |                  |                         |               | |                             |                      |                        |                |                   |                   |              |                                                          |                                                                                                  |                      |                                                      |                         | |                            |
| Adreno 304                  | Уніфікована шейдерна модель Скалярний набір інструкцій | 24 [24]          | 96 KB                      |                  | 28                      | 400           | LPDDR2/3-768/1066 Одноканальний 32-бітний @ 384-533 МГц (3.0-4.2 GB/s)                                                               |                             |                      |                        | 4.80           | 19.2              | 38.4              | Н/Д          | 3.0 (freedreno driver: 3.0, 3.1 incomplete, 3.2 partial) | 1.1                                                                                              | 1.1 embedded profile | 3.1 (freedreno driver, 3.2 incomplete, 3.3 complete) | 11 (feature level 9_3)  | Snapdragon 208, Snapdragon 210, Snapdragon 212                                                                                     |                            |
| Adreno 305 (1-ше покоління) | Уніфікована шейдерна модель Скалярний набір інструкцій | 24 [24]          | 256 KB                     |                  | 28                      | 400 450       | LPDDR2-800 Одноканальний 32-бітний @ 400 МГц (3.2 GB/s)                                                                              | 66.7 75                     | 0.8                  |                        | 4.80 5.40      | 19.2 21.6         | 38.4 43.2         | Н/Д          | 3.0 (freedreno driver: 3.0, 3.1 incomplete, 3.2 partial) | 1.1                                                                                              | 1.1 embedded profile | 3.1 (freedreno driver, 3.2 incomplete, 3.3 complete) | 11 (feature level 9_3)  | Snapdragon S4 Plus (MSM8x27) |                            |
| Adreno 305 (2nd Gen.)       | Уніфікована шейдерна модель Скалярний набір інструкцій | 24 [24]          | 128 KB                     |                  | 28                      | 400 450       | LPDDR2/3-1066 Одноканальний 32-бітний 533 МГц (4.2 GB/s)                                                                             | 66.7 75                     | 0.8                  |                        | 4.80 5.40      | 19.2 21.6         | 38.4 43.2         | Н/Д          | 3.0 (freedreno driver: 3.0, 3.1 incomplete, 3.2 partial) | 1.1                                                                                              | 1.1 embedded profile | 3.1 (freedreno driver, 3.2 incomplete, 3.3 complete) | 11 (feature level 9_3)  | Snapdragon 200 (MSM8210, MSM8610, MSM8212, MSM8612) Snapdragon 400 (MSM8x26, MSM8x28, MSM8x30, MSM8x30AB, APQ8026, APQ8030)        | [ 20 ] [ 21 ]              |
| Adreno 306                  | Уніфікована шейдерна модель Скалярний набір інструкцій | 24 [24]          | 128 KB                     |                  | 28                      | 400           | LPDDR2/3-1066 Одноканальний 32-бітний @ 533 МГц (4.2 GB/s)                                                                           | 84.3                        | 0.8                  |                        | 4.80           | 19.2              | 38.4              | Н/Д          | 3.0 (freedreno driver: 3.0, 3.1 incomplete, 3.2 partial) | 1.1                                                                                              | 1.1 embedded profile | 3.1 (freedreno driver, 3.2 incomplete, 3.3 complete) | 11 (feature level 9_3)  | Snapdragon 410 (MSM8916), Snapdragon 412 (MSM8916v2)                                                                               | [ 22 ]                     |
| Adreno 308                  | Уніфікована шейдерна модель Скалярний набір інструкцій | 24 [24]          | 128 KB                     |                  | 28                      | 500           | LPDDR3-1333 Одноканальний 32-бітний @ 666.5 МГц (5.3 ГБ/с)                                                                           | 105.4                       | 1.0                  |                        | 6.00           | 24.0              | 48.0              | Н/Д          | 3.0 (freedreno driver: 3.0, 3.1 incomplete, 3.2 partial) | 1.1                                                                                              | 1.1 embedded profile | 3.1 (freedreno driver, 3.2 incomplete, 3.3 complete) | 11 (feature level 9_3)  | Snapdragon 425 (MSM8917) Snapdragon 427 (MSM8920)                                                                                  |                            |
| Adreno 320 (1st Gen.)       | Уніфікована шейдерна модель Скалярний набір інструкцій | 64 [64]          | 512 KB                     |                  | 28                      | 400           | LPDDR2-1066 Дво-канальний 32-бітний (64-бітний) @ 533 МГц (8.5 ГБ/с)                                                                 | 225                         | 1.6                  | 3.2                    | 12.8           | 51.2              | 102.4             | Н/Д          | 3.0 (freedreno driver: 3.0, 3.1 incomplete, 3.2 partial) | 1.1                                                                                              | 1.1 embedded profile | 3.1 (freedreno driver, 3.2 incomplete, 3.3 complete) | 11 (feature level 9_3)  | Snapdragon S4 Pro (MSM8960T, APQ8064, APQ8064-1AA), Snapdragon S4 Prime (MPQ8064)                                                  | [ 23 ]                     |
| Adreno 320 (2nd Gen.)       | Уніфікована шейдерна модель Скалярний набір інструкцій | 96 [96]          | 512 KB                     |                  | 28                      | 400 450       | LPDDR3-1200 Дво-канальний 32-бітний (64-бітний) @ 600 МГц (9.6 ГБ/с)                                                                 | 225 253.1                   | 2.4 2.7              | >3.2                   | 19.2 21.6      | 76.8 86.4         | 153.6 172.8       | Н/Д          | 3.0 (freedreno driver: 3.0, 3.1 incomplete, 3.2 partial) | 1.1                                                                                              | 1.1 embedded profile | 3.1 (freedreno driver, 3.2 incomplete, 3.3 complete) | 11 (feature level 9_3)  | Snapdragon 600 (APQ8064T, APQ8064AB)                                                                                               | [ 23 ]                     |
| Adreno 330                  | Уніфікована шейдерна модель Скалярний набір інструкцій | 128 [128]        | 1024 KB                    |                  | 28                      | 450 550 578   | LPDDR3-1600 Дво-канальний 32-бітний (64-бітний) @ 800 МГц (12.8 ГБ/с)                                                                | 253.1 309.4 325.1           | 3.6 4.4 4.624        |                        | 28.8 35.2 36.9 | 115.2 140.8 147.9 | 230.4 281.6 295.9 | Н/Д          | 3.0 (freedreno driver: 3.0, 3.1 incomplete, 3.2 partial) | 1.1                                                                                              | 1.1 embedded profile | 3.1 (freedreno driver, 3.2 incomplete, 3.3 complete) | 11 (feature level 9_3)  | Snapdragon 800 (MSM8974, APQ8074), Snapdragon 801 (MSM8274AB, MSM8974AB, MSM8974AC)                                                | [ 24 ]                     |
| Серія Adreno 4xx            |                                                        |                  |                            |                  |                         |               | |                             |                      |                        |                |                   |                   |              |                                                          |                                                                                                  |                      |                                                      |                         | |                            |
| Adreno 405                  | Уніфікована шейдерна модель                            | 48 [48]          | 256 KB                     |                  | 28                      | 550           | LPDDR3-1333/1866 Одноканальний 32-бітний @ 666.5-933 МГц (5.3-7.4 ГБ/с)                                                              |                             |                      |                        | 13.2           | 52.8              | 105.6             | Н/Д          | 3.2 (freedreno driver: 3.0, 3.1 incomplete, 3.2 partial) | 1.1                                                                                              | 1.2 full profile     | 3.1 (freedreno driver, 3.2 incomplete, 3.3 complete) | 11 (feature level 11_1) | Snapdragon 415 (MSM8929), Snapdragon 610 (MSM8936), Snapdragon 615 (MSM8939), Snapdragon 616 (MSM8939v2), Snapdragon 617 (MSM8952) |                            |
| Adreno 418                  | Уніфікована шейдерна модель                            | 128 [128]        | 512 KB                     |                  | 20                      | 600           | LPDDR3-1866 Дво-канальний 32-бітний (64-бітний) @ 933 МГц (14.9 ГБ/с)                                                                |                             |                      |                        | 38.4           | 153.6             | 307.2             | 1.0          | 3.2 (freedreno driver: 3.0, 3.1 incomplete, 3.2 partial) | 1.1                                                                                              | 1.2 full profile     | 3.1 (freedreno driver, 3.2 incomplete, 3.3 complete) | 11 (feature level 11_1) | Snapdragon 808 (MSM8992) |                            |
| Adreno 420                  | Уніфікована шейдерна модель                            | 128 [128]        | 1536 KB                    |                  | 28                      | 500 600       | LPDDR3-1600 Дво-канальний 64-бітний (128-бітний) @ 800 МГц (25.6 ГБ/с)                                                               | 281.3 337.5 (0.56 Tr/clock) | 4 4.8 (8.2 Px/clock) |                        | 32.0 38.4      | 128.0 153.6       | 256.0 307.2       | 1.0          | 3.2 (freedreno driver: 3.0, 3.1 incomplete, 3.2 partial) | 1.1                                                                                              | 1.2 full profile     | 3.1 (freedreno driver, 3.2 incomplete, 3.3 complete) | 11 (feature level 11_1) | Snapdragon 805 (APQ8084) | [ 27 ]                     |
| Adreno 430                  | Уніфікована шейдерна модель                            | 256 [256]        | 1536 KB                    |                  | 20                      | 500 600 650   | LPDDR4-3200 Дво-канальний 32-бітний (64-бітний) @ 1600 МГц (25.6 ГБ/с)                                                               | ?                           | 4.8 6.0 6.6          |                        | 64.0 76.8 83.2 | 256.0 307.2 332.8 | 512.0 614.4 665.6 | 1.0          | 3.2 (freedreno driver: 3.0, 3.1 incomplete, 3.2 partial) | 1.1                                                                                              | 1.2 full profile     | 3.1 (freedreno driver, 3.2 incomplete, 3.3 complete) | 11 (feature level 11_1) | Snapdragon 810 (APQ8094, MSM8994)                                                                                                  |                            |
| Серія Adreno 5xx            |                                                        |                  |                            |                  |                         |               | |                             |                      |                        |                |                   |                   |              |                                                          |                                                                                                  |                      |                                                      |                         | |                            |
| Adreno 504                  | Уніфікована шейдерна модель + Уніфікована пам'ять      | ?                | ?                          |                  | 12                      | ?             | LPDDR3-1600 Одноканальний 32-бітний @ 800 МГц (6.4 ГБ/с)                                                                             | ?                           | ?                    | ?                      |                | ?                 |                   | 1.0          | 3.2 (freedreno driver: 3.1, 3.2 partial)                 | ?                                                                                                | 2.0 Full             | 3.1 (freedreno driver, 3.2 incomplete, 3.3 complete) | 11 (feature level 11_1) | Snapdragon 429 |                            |
| Adreno 505                  | Уніфікована шейдерна модель + Уніфікована пам'ять      | 48 [48]          | 128 + 8 KB                 |                  | 28                      | 450           | LPDDR3-1600 Одноканальний 32-бітний @ 800 МГц (6.4 ГБ/с)                                                                             |                             |                      | ?                      | 10.8           | 43.2              | 86.4              | 1.0          | 3.2 (freedreno driver: 3.1, 3.2 partial)                 | ?                                                                                                | 2.0 Full             | 3.1 (freedreno driver, 3.2 incomplete, 3.3 complete) | 11 (feature level 11_1) | Snapdragon 430 (MSM8937), Snapdragon 435, Snapdragon 439                                                                           |                            |
| Adreno 506                  | Уніфікована шейдерна модель + Уніфікована пам'ять      | 96 [96]          | 128 + 8 KB                 |                  | 14                      | 600 650       | LPDDR3-1866 Одноканальний 32-бітний @ 933 МГц (7.4 ГБ/с)                                                                             | ?                           | ?                    | ?                      | 28.8 31.2      | 115.2 124.8       | 230.4 249.6       | 1.0          | 3.2 (freedreno driver: 3.1, 3.2 partial)                 | ?                                                                                                | 2.0 Full             | 3.1 (freedreno driver, 3.2 incomplete, 3.3 complete) | 11 (feature level 11_1) | Snapdragon 450, Snapdragon 625, Snapdragon 626, Snapdragon 632                                                                     |                            |
| Adreno 508                  | Уніфікована шейдерна модель + Уніфікована пам'ять      | 128 [128]        | 128 + 8 KB                 |                  | 14                      | 650           | LPDDR4-2666 Дво-канальний 16бітний (32-бітний) @ 1333 МГц (10.6 ГБ/с)                                                                | ?                           | ?                    | ?                      | 41.6           | 166.4             | 332.8             | 1.0          | 3.2 (freedreno driver: 3.1, 3.2 partial)                 | ?                                                                                                | 2.0 Full             | 3.1 (freedreno driver, 3.2 incomplete, 3.3 complete) | 11 (feature level 11_1) | Snapdragon 630 |                            |
| Adreno 509                  | Уніфікована шейдерна модель + Уніфікована пам'ять      | 128 [128]        | 256 + 16 KB                |                  | 14                      | 720           | LPDDR4-2666 Дво-канальний 32-бітний (64-бітний) @ 1333 МГц (21.3 ГБ/с)                                                               | ?                           | ?                    | ?                      | 46.0           | 184.3             | 368.6             | 1.0          | 3.2 (freedreno driver: 3.1, 3.2 partial)                 | ?                                                                                                | 2.0 Full             | 3.1 (freedreno driver, 3.2 incomplete, 3.3 complete) | 11 (feature level 11_1) | Snapdragon 636 |                            |
| Adreno 510                  | Уніфікована шейдерна модель + Уніфікована пам'ять      | 128 [128]        | 256 KB                     |                  | 28                      | 600           | LPDDR3-1866 Дво-канальний 32-бітний (64-бітний) @ 933 МГц (14.9 ГБ/с)                                                                | ?                           | ?                    | ?                      | 38.4           | 153.6             | 307.2             | 1.0          | 3.2 (3.1 + AEP) (freedreno driver: 3.1, 3.2 partial)     | ?                                                                                                | 2.0 Full             | 3.1 (freedreno driver, 3.2 incomplete, 3.3 complete) | 11 (feature level 11_1) | Snapdragon 650 (MSM8956), Snapdragon 652 (MSM8976), Snapdragon 653 (MSM8976PRO)                                                    |                            |
| Adreno 512                  | Уніфікована шейдерна модель + Уніфікована пам'ять      | 128 [128]        | 256 + 16 KB                |                  | 14                      | 850           | LPDDR4-3732 Чотири-канальний 16-бітний (64-бітний) @ 1866 МГц (29.8 ГБ/с)                                                            | ?                           | ?                    | ?                      | 54.4           | 217.6             | 435.2             | 1.0          | 3.2 (3.1 + AEP) (freedreno driver: 3.1, 3.2 partial)     | ?                                                                                                | 2.0 Full             | 3.1 (freedreno driver, 3.2 incomplete, 3.3 complete) | 11 (feature level 11_1) | Snapdragon 660 (MSM8976 Plus) |                            |
| Adreno 530                  | Уніфікована шейдерна модель + Уніфікована пам'ять      | 256 [256]        | 1024 KB                    |                  | 14                      | 510 624 653   | LPDDR4-3732 Чотири-канальний 16-бітний (64-бітний) @ 1866 МГц (29.8 ГБ/с)                                                            | ?                           | 6.7 8.1              | 7.7 8.1                | 65.2 79.8 83.5 | 261.1 319.4 334.3 | 522.2 638.9 668.6 | 1.0          | 3.2 (3.1 + AEP) (freedreno driver: 3.1, 3.2 partial)     | ?                                                                                                | 2.0 Full             | 3.1 (freedreno driver, 3.2 incomplete, 3.3 complete) | 12 (feature level 11_1) | Snapdragon 820 (MSM8996), Snapdragon 821 (MSM8996PRO)                                                                              |                            |
| Adreno 540                  | Уніфікована шейдерна модель + Уніфікована пам'ять      | 384 [384]        | 1024 KB                    |                  | 10                      | 710 739       | LPDDR4-3732 Чотири-канальний 16-бітний (64-бітний) @ 1866 МГц (29.8 ГБ/с)                                                            | >450                        | ?                    | 11.36 (16 Texel/clock) | 136.3 141.8    | 545.2 567.5       | 1090.0 1135.1     | 1.0          | 3.2 (3.1 + AEP) (freedreno driver: 3.1, 3.2 partial)     | ?                                                                                                | 2.0 Full             | 3.1 (freedreno driver, 3.2 incomplete, 3.3 complete) | 12 (feature level 11_1) | Snapdragon 835 (MSM8998) |                            |
| Серія Adreno 6xx            |                                                        |                  |                            |                  |                         |               | |                             |                      |                        |                |                   |                   |              |                                                          |                                                                                                  |                      |                                                      |                         | |                            |
| Adreno 605                  | Уніфікована шейдерна модель + Уніфікована пам'ять      |                  | 128+8 KB                   |                  | 14                      |               | |                             |                      |                        |                |                   |                   | 1.0 and 1.1  | 3.2                                                      |                                                                                                  | 2.0 Full             | WIP (freedreno driver)                               | 12 (feature level 12_1) | |                            |
| Adreno 608                  | Уніфікована шейдерна модель + Уніфікована пам'ять      |                  |                            |                  | 10                      |               | LPDDR4X-4266 Дво-канальний 16-бітний (32-бітний) @ 2133 МГц (17.0 ГБ/с)                                                              |                             |                      |                        |                |                   |                   | 1.0 and 1.1  | 3.2                                                      | Snapdragon SA6155P                                                                               | 2.0 Full             | WIP (freedreno driver)                               | 12 (feature level 12_1) | [ 32 ] |                            |
| Adreno 610                  | Уніфікована шейдерна модель + Уніфікована пам'ять      | 128 [128]        | ?                          |                  | 11                      | 600 750 950   | |                             |                      |                        | 28.8 36 68     | 115.2 144 273     | 230.4 288 546     | 1.0 and 1.1  | 3.2                                                      | Snapdragon 460 Snapdragon 662 Snapdragon 665 QCS4290                                             | 2.0 Full             | WIP (freedreno driver)                               | 12 (feature level 12_1) | [ 33 ] [ 34 ] |                            |
| Adreno 610                  | Уніфікована шейдерна модель + Уніфікована пам'ять      | 128 [128]        |                            |                  | 6                       |               | |                             |                      |                        |                |                   |                   | 1.0 and 1.1  | 3.2                                                      | Snapdragon 680                                                                                   | 2.0 Full             | WIP (freedreno driver)                               | 12 (feature level 12_1) | |                            |
| Adreno 612                  | Уніфікована шейдерна модель + Уніфікована пам'ять      | 128              | 256+16 KB                  |                  | 11                      | 745 845       | LPDDR4X-3732 Дво-канальний 16-бітний (32-бітний) @ 1866 МГц (14.9 ГБ/с)                                                              |                             |                      |                        | 47.7 54.1      | 190.7 216.3       | 381.4 432.6       | 1.0 and 1.1  | 3.2                                                      | Snapdragon 675 Snapdragon 678                                                                    | 2.0 Full             | WIP (freedreno driver)                               | 12 (feature level 12_1) | |                            |
| Adreno 615                  | Уніфікована шейдерна модель + Уніфікована пам'ять      | 256 [128]        | 512 KB                     |                  | 10                      | 700 780       | LPDDR4X-3732 Дво-канальний 16-бітний (32-бітний) @ 1866 МГц (14.9 ГБ/с)                                                              |                             |                      |                        | 89.6           | 358.4             | 716.8             | 1.0 and 1.1  | 3.2                                                      | QCS603 QCS605 Snapdragon 670                                                                     | 2.0 Full             | WIP (freedreno driver)                               | 12 (feature level 12_1) | [ 35 ] [ 36 ] |                            |
| Adreno 616                  | Уніфікована шейдерна модель + Уніфікована пам'ять      | 256 [128]        | 512 KB                     |                  | 10                      | 750           | LPDDR4X-3732 Дво-канальний 16-бітний (32-бітний) @ 1866 МГц (14.9 ГБ/с)                                                              |                             |                      |                        | 96.0           | 384.0             | 768.0             | 1.0 and 1.1  | 3.2                                                      | Snapdragon 710 Snapdragon 712                                                                    | 2.0 Full             | WIP (freedreno driver)                               | 12 (feature level 12_1) | |                            |
| Adreno 618                  | Уніфікована шейдерна модель + Уніфікована пам'ять      | 256 [128]        | 512 KB                     |                  | 8                       | 700 825       | LPDDR4X-3732 Дво-канальний 16-бітний (32-бітний) @ 1866 МГц (14.9 ГБ/с)                                                              |                             |                      |                        | 89.6 105.6     | 358.4 422.4       | 716.8 844.8       | 1.0 and 1.1  | 3.2                                                      | Snapdragon 720G Snapdragon 730 Snapdragon 730G Snapdragon 732G Snapdragon 7c Snapdragon 7c Gen 2 | 2.0 Full             | WIP (freedreno driver)                               | 12 (feature level 12_1) | [ 38 ] |                            |
| Adreno 619L                 | Уніфікована шейдерна модель + Уніфікована пам'ять      | 256 [128]        | 512 KB                     |                  | 8                       | 950           | LPDDR4X-4266 Дво-канальний 16-бітний (32-бітний) @ 2133 МГц (17.0 ГБ/с)                                                              |                             |                      |                        |                |                   |                   | 1.0 and 1.1  | 3.2                                                      | Snapdragon 690                                                                                   | 2.0 Full             | WIP (freedreno driver)                               | 12 (feature level 12_1) | |                            |
| Adreno 619                  | Уніфікована шейдерна модель + Уніфікована пам'ять      | 256 [128]        | 512 KB                     |                  | 8                       | 825 950       | LPDDR4X-4266 Дво-канальний 16-бітний (32-бітний) @ 2133 МГц (17.0 ГБ/с)                                                              |                             |                      |                        | 116.4 134      | 465.5 536         | 930.9 1072        | 1.0 and 1.1  | 3.2                                                      | Snapdragon 480/480+ Snapdragon 750G                                                              | 2.0 Full             | WIP (freedreno driver)                               | 12 (feature level 12_1) | [ 39 ] |                            |
| Adreno 619                  | Уніфікована шейдерна модель + Уніфікована пам'ять      | 256 [128]        | 512 KB                     |                  | 6                       |               | LPDDR4X-4266 Дво-канальний 16-бітний (32-бітний) @ 2133 МГц (17.0 ГБ/с)                                                              |                             |                      |                        |                |                   |                   | 1.0 and 1.1  | 3.2                                                      | Snapdragon 695                                                                                   | 2.0 Full             | WIP (freedreno driver)                               | 12 (feature level 12_1) | |                            |
| Adreno 620                  | Уніфікована шейдерна модель + Уніфікована пам'ять      | 384 [192]        | 512 KB                     |                  | 7                       | 625 750       | LPDDR4X-4266 Дво-канальний 16-бітний (32-бітний) @ 2133 МГц (17.0 ГБ/с)                                                              |                             | 6.7/8.1              |                        | 120.0 144.0    | 480.0 576.0       | 960.0 1152.0      | 1.0 and 1.1  | 3.2                                                      | Snapdragon 765 Snapdragon 765G Snapdragon 768G                                                   | 2.0 Full             | WIP (freedreno driver)                               | 12 (feature level 12_1) | |                            |
| Adreno 630                  | Уніфікована шейдерна модель + Уніфікована пам'ять      | 512 [256]        | 1024 KB                    |                  | 10                      | 710           | LPDDR4X-4266 Чотири-канальний 16-бітний (64-бітний) @ 1866 МГц (29.8 ГБ/с)                                                           | >500                        | ?                    | 15.4                   | 181.7          | 727.0             | 1454.0            | 1.0 and 1.1  | 3.2                                                      | Snapdragon 845 Snapdragon 850                                                                    | 2.0 Full             | WIP (freedreno driver)                               | 12 (feature level 12_1) | [ 40 ] [ 41 ] [ 42 ] [ 43 ] |                            |
| Adreno 640                  | Уніфікована шейдерна модель + Уніфікована пам'ять      | 768 [384]        | 1024 KB                    | 12*2             | 7                       | 585 675       | LPDDR4X-4266 Чотири-канальний 16-бітний (64-бітний) @ 2133 МГц (34.1 ГБ/с)                                                           | ?                           | 9.4                  | 28.1                   | 224.6 259.2    | 898.5 1036.8      | 1797.1 2073.6     | 1.0 and 1.1  | 3.2                                                      | Snapdragon 855/855+ Snapdragon 860 Snapdragon 855A (SA8155P)                                     | 2.0 Full             | WIP (freedreno driver)                               | 12 (feature level 12_1) | [ 46 ] [ 40 ] |                            |
| Adreno 642L                 | Уніфікована шейдерна модель + Уніфікована пам'ять      | 384 [192]        | 1024 KB                    |                  | 6                       | 490           | LPDDR4X-4266 Дво-канальний 16-бітний (32-бітний) @ 2133 МГц (17.0 ГБ/с)                                                              |                             |                      |                        |                |                   |                   | 1.0 and 1.1  | 3.2                                                      | Snapdragon 778G/778G+                                                                            | 2.0 Full             | WIP (freedreno driver)                               | 12 (feature level 12_1) | |                            |
| Adreno 642                  | Уніфікована шейдерна модель + Уніфікована пам'ять      | 384 [192]        | 1024 KB                    |                  | 5                       | 490           | LPDDR4X-4266 Дво-канальний 16-бітний (32-бітний) @ 2133 МГц (17.0 ГБ/с)                                                              |                             |                      |                        |                |                   |                   | 1.0 and 1.1  | 3.2                                                      | Snapdragon 780G                                                                                  | 2.0 Full             | WIP (freedreno driver)                               | 12 (feature level 12_1) | |                            |
| Adreno 643L                 | Уніфікована шейдерна модель + Уніфікована пам'ять      |                  |                            |                  | 6                       | 812           | LPDDR4X-4266 або LPDDR5-6400 Чотири-канальний 16-бітний (64-бітний) @ 2133 МГц або 3200 МГц (34.1 ГБ/с або 44.0ГБ/с)                 |                             |                      |                        |                |                   |                   | 1.0 and 1.1  | 3.2                                                      | QCS6490                                                                                          | 2.0 Full             | WIP (freedreno driver)                               | 12 (feature level 12_1) | |                            |
| Adreno 650                  | Уніфікована шейдерна модель + Уніфікована пам'ять      | 1024 [512]       | ? and 300 Go/s             | 24*2             | 7                       | 587 670       | LPDDR4X-4266 або LPDDR5-6400 Чотири-канальний 16-бітний (64-бітний) @ 2133 МГц або 3200 МГц (34.1 ГБ/с або 44.0 ГБ/с)                |                             | 14.x (est.)          | 28.1 (est.)            | 300.5 343.0    | 1202.1 1372.1     | 2404.3 2744.3     | 1.0 and 1.1  | 3.2                                                      | Snapdragon 865/865+ Snapdragon 870 QCS8250                                                       | 2.0 Full             | WIP (freedreno driver)                               | 12 (feature level 12_1) | [ 40 ] [ 51 ] |                            |
| Adreno 660                  | Уніфікована шейдерна модель + Уніфікована пам'ять      | 1024 [512]       |                            |                  | 5                       | 792 905       | LPDDR5-6400 Чотири-канальний 16-бітний (64-бітний) @ 3200 МГц (51.2 ГБ/с)                                                            |                             |                      |                        | 405.5 463.3    | 1622.0 1853.4     | 3244.0 3706.8     | 1.0 and 1.1  | 3.2                                                      | Snapdragon 888/888+                                                                              | 2.0 Full             | WIP (freedreno driver)                               | 12 (feature level 12_1) | |                            |
| Adreno 675                  | Уніфікована шейдерна модель + Уніфікована пам'ять      | 1344 [672]       | ?                          |                  | 7                       | 590           | LPDDR4X-4266 Чотири-канальний 16-бітний (64-бітний) @ 2133 МГц (34.1 ГБ/с)                                                           |                             |                      |                        | 396.4          | 1585.9            | 3171.8            | 1.0 and 1.1  | 3.2                                                      | Snapdragon 8c                                                                                    | 2.0 Full             | WIP (freedreno driver)                               | 12 (feature level 12_1) | [ 53 ] |                            |
| Adreno 680                  | Уніфікована шейдерна модель + Уніфікована пам'ять      | 1536 [768]       | ?                          |                  | 7                       | 600           | LPDDR4X-4266 Восьми-канальний 16-бітний (128-бітний) @ 2133 МГц (68.2 ГБ/с)                                                          |                             |                      |                        | 460.8          | 1843.2            | 3686.4            | 1.0 and 1.1  | 3.2                                                      | Snapdragon 8cx Gen 1/2 Snapdragon SA8195P                                                        | 2.0 Full             | WIP (freedreno driver)                               | 12 (feature level 12_1) | [ 55 ] [ 56 ] |                            |
| Adreno 685                  | Уніфікована шейдерна модель + Уніфікована пам'ять      | 1536 [768]       | ?                          |                  | 7                       | 250 590       | LPDDR4X-4266 Восьми-канальний 16-бітний (128-бітний) @ 2133 МГц (68.2 ГБ/с)                                                          |                             |                      |                        | 192.0 453.1    | 768.0 1812.4      | 1536.0 3624.9     | 1.0 and 1.1  | 3.2                                                      | Microsoft SQ1                                                                                    | 2.0 Full             | WIP (freedreno driver)                               | 12 (feature level 12_1) | [ 57 ] [ 58 ] |                            |
| Adreno 690                  | Уніфікована шейдерна модель + Уніфікована пам'ять      | 1536 [768]       |                            |                  | 7                       | 661 680       | LPDDR4X-4266 Восьми-канальний 16-бітний (128-бітний) @ 2133 МГц (68.2 ГБ/с)                                                          |                             |                      |                        | 507.6 522.2    | 2030.5 2088.9     | 4061.1 4177.9     | 1.0 and 1.1  | 3.2                                                      | Microsoft SQ2                                                                                    | 2.0 Full             | WIP (freedreno driver)                               | 12 (feature level 12_1) | [ 60 ] |                            |
| Серія Adreno 7xx            |                                                        |                  |                            |                  |                         |               | |                             |                      |                        |                |                   |                   |              |                                                          |                                                                                                  |                      |                                                      |                         | |                            |
| Adreno 702                  |                                                        |                  |                            |                  |                         | 845           | LPDDR3-1866 Одноканальний 32-бітний @ 933 МГц (7.4 ГБ/s) або LPDDR4X-3732 Дво‑канальний 16-бітний (32-бітний) @ 1866 МГц (14.9 ГБ/с) |                             |                      |                        |                |                   |                   |              |                                                          |                                                                                                  |                      |                                                      |                         | QCS2290 |                            |
| Adreno 730                  |                                                        | 1536 [768]       | 1024 KB                    |                  | 4                       | 818           | LPDDR4X-3732 Дво-канальний 16-бітний (32-бітний) @ 1866 МГц (14.9 ГБ/с) або LPDDR5-3200 Одноканальний 128-бітний @ 933 МГц (64 ГБ/с) | 1,864 MT/s                  | 22.0 GPixel/s        |                        | 628.2          | 2512.8            | 5025.7            |              |                                                          |                                                                                                  |                      |                                                      |                         | Snapdragon 8 Gen 1 | [ 61 ]                     |
| Назва                       | Тип                                                    | ALU (SIMD, FP32) | Вбудована графічна пам'ять | TMU              | Архітектура і техпроцес | Частота МГц   | Пропускна здатність пам'яті | Triangle [MT/s]             | Pixel [ГП/с]         | Texture [ГТ/с]         | (FP64)         | (FP32)            | (FP16)            | Vulkan       | OpenGL ES                                                | OpenVG                                                                                           | OpenCL               | OpenGL                                               | Direct3D                | Використовується у Qualcomm... | Посилання                  |
| Назва                       | Мікроархітектура                                       | Мікроархітектура | Мікроархітектура           | Мікроархітектура | Архітектура і техпроцес | Частота МГц   | Технологія пам'яті | Швидкість заповнення        | Швидкість заповнення | Швидкість заповнення   | GFLOPS         | GFLOPS            | GFLOPS            | API (версія) | API (версія)                                             | API (версія)                                                                                     | API (версія)         | API (версія)                                         | API (версія)            | Використовується у Qualcomm... | Посилання                  |

Notes
1. 1 2  Adreno ALU = ALU x сума MP
2. ↑  Драйвер Vulkan для Adreno 420 ніколи не виходив

- Adreno 130 всередині MSM7x01 і MSM7x01A. Він підтримує OpenGL ES 1.1, OpenVG 1.1, EGL 1.3, Direct3D Mobile, SVGT 1.2, Direct Draw і GDI.
- Adreno 200 (AMD Z430) всередині QSD8x50 і MSM7x27 (133 МГц). Він пропонує програмований конвеєр функцій і потокові текстури з підтримкою OpenGL ES 1.0, OpenGL ES 1.1, OpenVG 1.1, EGL 1.4, Direct3D Mobile, SVGT 1.2 і DirectDraw. (22 млн трикутників в секунду, 133 млн пікселів в секунду, тактова частота до 133 МГц)
- Adreno 200 enhanced всередині MSM7x25A і MSM7x27A (200 МГц). Він підтримує OpenGL ES 2.0, OpenGL ES 1.1, OpenVG 1.1, EGL 1.4, Direct3D Mobile, SVGT 1.2, Direct Draw і GDI. (40 млн трикутників/секунду, 200 млн пікселів/секунду, тактова частота до 200 МГц)
- Adreno 203 всередині MSM8225 та MSM8225Q (400 МГц). Це покращення в порівнянні з Adreno 205. Він має більш високу частоту, кращу швидкість заповнення пікселів, нижче енергоспоживання та кращу продуктивність у 3D. Він приблизно на 50-100% швидше, ніж Adreno 200 (покращений), і на 10-25%, ніж Adreno 205. Він може працювати вдвічі швидше, ніж Adreno 205. Він підтримує OpenGL ES 2.0, OpenGL ES 1.1, OpenVG 1.1, EGL 1.4, Direct3D Mobile, DirectX 9.0c, SVGT 1.2, Direct Draw та GDI. (42-50 млн трикутників за секунду, 250-300 пікселів за секунду, тактова частота 192-400 МГц).
- Adreno 205 всередині QSD8x50A, MSM7x30 та MSM8x55 (245 МГц). Його покращення включають апаратне прискорення SVG і Adobe Flash і кращу шейдерну продуктивність, ніж Adreno 200. Він підтримує OpenGL ES 2.0, OpenGL ES 1.1, OpenVG 1.1, EGL 1.4, Direct3D Mobile, SVGT 1.2, Direct Draw та G (57 млн трикутників за секунду, 250 млн пікселів за секунду, тактова частота до 400 МГц).
- Adreno 220 всередині MSM8660 або MSM8260 (266 МГц) з одноканальною пам'яттю. Він підтримує OpenGL ES 2.0, OpenGL ES 1.1, OpenVG 1.1, EGL 1.4, Direct3D Mobile, DirectX 9.0c, SVGT 1.2, Direct Draw та GDI. (88 млн трикутників за секунду, 500 млн пікселів за секунду, стандартна тактова частота до 266 МГц, розгін до 400 МГц).
- Adreno 225 всередині MSM8960 (400 МГц) з уніфікованою шейдерною архітектурою та двоканальною пам'яттю. Він підтримує Direct3D 9.0c на додаток до OpenGL ES 2.0, OpenGL ES 1.1, OpenVG 1.1, EGL 1.4, Direct3D Mobile, SVGT 1.2, Direct Draw та GDI.
- Adreno 320 всередині Qualcomm S4 Pro & Prime Series з уніфікованою шейдерною архітектурою та двоканальною пам'яттю. Він підтримує рівень функцій Direct3D 9_3 крім OpenGL ES 3.0, OpenGL ES 2.0, OpenGL ES 1.1, OpenVG 1.1, EGL 1.4, Direct3D Mobile, SVGT 1.2.[23]
- Adreno 330 всередині Nexus 5, серія планшетів Amazon Kindle HDX, Amazon Fire phone, планшеті Nokia Lumia 2520, Nokia Lumia 1520, Nokia Lumia Icon, Nokia Lumia 930, Samsung Galaxy S5, Samsung Galaxy Note 3, Sony Xperia Z1, Sony Xperia Z1 Compact, Sony Xperia Z2, Sony Xperia Z3, Sony Xperia Z3 Compact, Sony Xperia Z Ultra, Xiaomi Mi3, Xiaomi Mi4, OnePlus One, HTC One (M8) і LG G2/G3.
- Adreno 420 всередині Qualcomm Snapdragon 805 підтримує середовище виконання Direct3D 11.2. Всередині Google Nexus 6, Samsung Galaxy S5 LTE-A, Samsung Galaxy Note 4, Samsung Galaxy Note Edge, LG G3 Cat. 6, Qualcomm Snapdragon 805 - перша телефонна SoC, яка будь-коли мала 128-бітну шину пам'яті.
- Adreno 540 всередині Qualcomm Snapdragon 835 - це перша телефонна SoC зі змінною частотою оновлення та Foveated Render/Variate Rate Shading, Qualcomm називає свої реалізації Q-Sync і Adreno Foveation.
- Adreno 630 всередині Qualcomm Snapdragon 845 - перша телефонна SoC з функцією Inside-Out Room-scale 6DoF з SLAM
- Adreno 640 всередині Qualcomm Snapdragon 855 — перша телефонна SoC з драйверами графічного процесора, що оновлюються, з Google Play Store.
- Adreno 660 всередині Qualcomm Snapdragon 888 є перший SoC для телефону, який має Variable Rate Shading (VRS)

### Підтримка операційних систем
Існують фірмові драйвери для мобільної операційної системи Android на базі Linux, які доступні самій Qualcomm. Історично єдиним способом підтримувати графічний процесор на Linux, не ОС Android, був пакет libhybris.
Linux і Mesa підтримують графічні процесори серії Adreno 200/300/400/500 з драйвером під назвою freedreno. Freedreno дозволяє використовувати графіку з відкритим вихідним кодом на таких пристроях, як 96Boards Dragonboard 410c і Nexus 7 (2013).